# Хронологія світових рекордів з марафонського бігу
Світові рекорди з марафонського бігу визнаються Світовою легкою атлетикою з-поміж результатів, показаних легкоатлетами на шосейній дистанції, за умови дотримання встановлених вимог.

## Ратифікація
Світова легка атлетика почала ратифікацію рекордних результатів у марафонському бігу з 1 січня 2003. Упродовж 2003 вони ратифіковувались як найвищі світові досягнення (англ. World Best Performances), а з 1 січня 2004 — як світові рекорди (англ. World Records).
При ратифікації рекордних результатів для жінок спочатку не бралось до уваги те, забігу (суто жіночому або змішаному за участі чоловіків) був досягнутий такий результат.
Починаючи з 1 листопада 2011, почало діяти правило, згідно з яким світовими рекордами у марафонському бігу серед жінок могли бути визнані лише ті, що були показані у суто жіночих забігах (без участі чоловіків).
1 листопада 2013 на зміну цьому правилу прийшло чинне правило, згідно з яким розпочалась вестись паралельна статистика рекордів, показаних у суто жіночих (англ. women only) забігах, та тих, що показані жінками у змішаних (англ. mixed) забігах.

## Чоловіки

### Вищі світові досягнення
| Результат | Атлет                         | Місто змагань | Дата змагань | Примітки | Відео            |
| --------- | ----------------------------- | ------------- | ------------ | -------- | ---------------- |
| 2:55.18,4 | Джонні Гейс США               | Лондон        | 24.07.1908   |          |                  |
| 2:52.45,4 | Роберт Фаулер США             | Йонкерс       | 01.01.1909   |          |                  |
| 2:46.52,8 | Джеймс Кларк США              | Нью-Йорк      | 12.02.1909   |          |                  |
| 2:46.04,6 | Альберт Рейнс США             | Нью-Йорк      | 08.05.1909   |          |                  |
| 2:42.31,0 | Генрі Барретт Велика Британія | Лондон        | 26.05.1909   |          |                  |
| 2:40.34,2 | Туре Йоханссон Швеція         | Стокгольм     | 31.08.1909   |          |                  |
| 2:38.16,2 | Гаррі Грін Велика Британія    | Лондон        | 12.05.1913   |          |                  |
| 2:36.06,6 | Алексіс Альгрен Швеція        | Лондон        | 31.05.1913   | [ 1 ]    |                  |
| 2:32.35,8 | Ганнес Колехмайнен Фінляндія  | Антверпен     | 22.08.1920   |          |                  |
| 2:30.57,6 | Гаррі Пейн Велика Британія    | Лондон        | 22.08.1920   |          |                  |
| 2:26.44,0 | Ікенака Ясуо Японія           | Токіо         | 03.04.1935   |          |                  |
| 2:26.42   | Сон Кі Джон Японія            | Токіо         | 03.11.1935   |          |                  |
| 2:20.42,2 | Джим Пітерс Велика Британія   | Лондон        | 14.06.1952   | [ 2 ]    |                  |
| 2:18.40,4 | Джим Пітерс Велика Британія   | Лондон        | 13.06.1953   | [ 3 ]    |                  |
| 2:18.34,8 | Джим Пітерс Велика Британія   | Турку         | 04.10.1953   |          |                  |
| 2:17.39,4 | Джим Пітерс Велика Британія   | Лондон        | 26.06.1954   | [ 4 ]    |                  |
| 2:15.17,0 | Сергій Попов СРСР             | Стокгольм     | 24.08.1958   |          |                  |
| 2:15.16,2 | Абебе Бікіла Ефіопія          | Рим           | 10.09.1960   |          | Відео на YouTube |
| 2:15.15,8 | Терасава Тору Японія          | Беппу         | 17.02.1963   |          |                  |
| 2:14.28   | Леонард Іделен США            | Лондон        | 15.06.1963   | [ 5 ]    |                  |
| 2:13.55   | Безіл Гітлі Велика Британія   | Лондон        | 15.06.1963   | [ 6 ]    |                  |
| 2:12.11,2 | Абебе Бікіла Ефіопія          | Токіо         | 21.10.1964   |          | Відео на YouTube |
| 2:12.00   | Сігемацу Моріо Японія         | Лондон        | 12.06.1965   | [ 7 ]    |                  |
| 2:09.36,4 | Дерек Клейтон Австралія       | Фукуока       | 03.12.1967   |          |                  |
| 2:08.18   | Роберт де Кастелла Австралія  | Фукуока       | 06.12.1981   |          |                  |
| 2:08.05   | Стів Джонс Велика Британія    | Чикаго        | 21.10.1984   |          |                  |
| 2:07.12   | Карлуш Лопіш Португалія       | Роттердам     | 20.04.1985   |          |                  |
| 2:06.50   | Белайне Денсамо Ефіопія       | Роттердам     | 17.04.1988   |          |                  |
| 2:06.05   | Роналду да Коста Бразилія     | Берлін        | 20.09.1998   |          |                  |
| 2:05.42   | Халід Ханнуші Марокко         | Чикаго        | 24.10.1999   |          |                  |
| 2:05.38   | Халід Ханнуші США             | Лондон        | 14.04.2002   |          |                  |
| 2:04.55   | Пол Тергат Кенія              | Берлін        | 28.09.2003   | [ 8 ]    |                  |

### Світові рекорди
| Результат                             | Атлет                         | Місто змагань | Дата змагань | Примітки      | Відео            |
| ------------------------------------- | ----------------------------- | ------------- | ------------ | ------------- | ---------------- |
| 2:04.55                               | Пол Тергат Кенія              | Берлін        | 25.09.2003   | [ 8 ] [ 9 ]   |                  |
| 2:04.26                               | Хайле Гебрселассіє Ефіопія    | Берлін        | 30.09.2007   | [ 10 ]        |                  |
| 2:03.59                               | Хайле Гебрселассіє Ефіопія    | Берлін        | 28.09.2008   | [ 11 ]        |                  |
| 2:03.38                               | Патрік Макау Кенія            | Берлін        | 25.09.2011   | [ 12 ]        |                  |
| 2:03.23                               | Вілсон Кіпсанг Кіпротіч Кенія | Берлін        | 29.09.2013   | [ 13 ]        |                  |
| 2:02.57                               | Денніс Кіметто Кенія          | Берлін        | 28.09.2014   | [ 14 ]        |                  |
| 2:01.39                               | Еліуд Кіпчоґе Кенія           | Берлін        | 16.09.2018   | [ 15 ]        | Відео на YouTube |
| 2:01.09                               | Еліуд Кіпчоґе Кенія           | Берлін        | 25.09.2022   | [ 16 ] [ 17 ] | Відео на YouTube |
| 2:00.35                               | Келвін Кіптум Кенія           | Чикаго        | 08.10.2023   | [ 18 ] [ 19 ] | Відео на YouTube |
| 1 рік, 271 день від дати встановлення |                               |               |              |               |                  |

## Жінки

### Вищі світові досягнення
| Результат | Атлетка                       | Місто змагань | Дата змагань | Примітки | Відео |
| --------- | ----------------------------- | ------------- | ------------ | -------- | ----- |
| 5:40.00   | Марія-Луїза Ледрю Франція     | Париж         | 29.09.1908   |          |       |
| 4:30.00   | Віолет Персі Велика Британія  | Лондон        | 13.06.1936   |          |       |
| 3:37.07   | Меррі Леппер США              | Калвер-Сіті   | 13.06.1936   |          |       |
| 3:27.25   | Дейл Грейг Велика Британія    | Райд          | 23.05.1964   |          |       |
| 3:19.33   | Мілдред Семпсон Нова Зеландія | Окленд        | 16.08.1964   |          |       |
| 3:15.23   | Морін Вілтон Канада           | Торонто       | 06.05.1967   |          |       |
| 3:07.26,2 | Анні Педе-Ердкамп ФРН         | Торонто       | 16.09.1967   |          |       |
| 3:02.53   | Керолайн Вокер США            | Сісайд        | 28.02.1970   |          |       |
| 3:01.42   | Елізабет Боннер США           | Філадельфія   | 09.05.1971   |          |       |
| 2:55.22   | Елізабет Боннер США           | Нью-Йорк      | 19.09.1971   |          |       |
| 2:49.40   | Шеріл Бріджес США             | Калвер-Сіті   | 05.12.1971   |          |       |
| 2:46.36   | Мічіко Горман США             | Калвер-Сіті   | 02.12.1973   |          |       |
| 2:46.24   | Шанталь Ланглас Франція       | Неф-Бризак    | 27.10.1974   |          |       |
| 2:43.54,5 | Жаклін Гансен США             | Калвер-Сіті   | 01.12.1974   |          |       |
| 2:42.24   | Ліане Вінтер ФРН              | Бостон        | 21.04.1975   |          |       |
| 2:40.15,8 | Кріста Валензік ФРН           | Дюльмен       | 03.05.1975   |          |       |
| 2:38.19   | Жаклін Гансен США             | Юджин         | 12.10.1975   |          |       |
| 2:35.15,4 | Шанталь Ланглас Франція       | Оярцун        | 01.05.1977   |          |       |
| 2:34.47,5 | Кріста Валензік ФРН           | Берлін        | 10.09.1977   |          |       |
| 2:32.29,8 | Грете Вайтц Норвегія          | Нью-Йорк      | 22.10.1978   |          |       |
| 2:27.32,6 | Грете Вайтц Норвегія          | Нью-Йорк      | 21.10.1979   |          |       |
| 2:25.41,3 | Грете Вайтц Норвегія          | Нью-Йорк      | 26.10.1980   |          |       |
| 2:25.28,7 | Грете Вайтц Норвегія          | Лондон        | 17.04.1983   |          |       |
| 2:22.43   | Джоан Бенуа США               | Бостон        | 18.04.1983   |          |       |
| 2:21.06   | Інгрід Крістіансен Норвегія   | Лондон        | 21.04.1985   | [ 20 ]   |       |
| 2:20.47   | Тегла Лорупе Кенія            | Роттердам     | 19.04.1998   | [ 21 ]   |       |
| 2:20.43   | Тегла Лорупе Кенія            | Берлін        | 26.09.1999   | [ 22 ]   |       |
| 2:19.46   | Такахасі Наоко Японія         | Берлін        | 30.09.2001   | [ 23 ]   |       |
| 2:18.47   | Кетрін Ндереба Кенія          | Чикаго        | 07.10.2001   | [ 24 ]   |       |
| 2:17.18   | Пола Редкліфф Велика Британія | Чикаго        | 13.10.2002   | [ 25 ]   |       |

### Світові рекорди

#### Змішані забіги
| Результат                               | Атлетка                       | Місто змагань | Дата змагань | Примітки      | Відео            |
| --------------------------------------- | ----------------------------- | ------------- | ------------ | ------------- | ---------------- |
| 2:15.25                                 | Пола Редкліфф Велика Британія | Лондон        | 13.04.2003   | [ 26 ]        |                  |
| 2:14.04                                 | Бріджід Косгеї Кенія          | Чикаго        | 13.10.2019   | [ 27 ] [ 28 ] |                  |
| 2:11.53                                 | Тігст Ассефа Ефіопія          | Берлін        | 24.09.2023   | [ 29 ] [ 30 ] | Відео на YouTube |
| 2:09.56                                 | Рут Чепнгетіч Кенія           | Чикаго        | 13.10.2024   | [ 31 ] [ 32 ] | Відео на YouTube |
| 0 років, 266 днів від дати встановлення |                               |               |              |               |                  |

#### Суто жіночі забіги
| Результат                              | Атлетка                       | Місто змагань | Дата змагань | Примітки      | Відео            |
| -------------------------------------- | ----------------------------- | ------------- | ------------ | ------------- | ---------------- |
| 2:17.42                                | Пола Редкліфф Велика Британія | Лондон        | 17.04.2005   | [ 33 ]        |                  |
| 2:17.01                                | Мері Джепкосгеї Кейтані Кенія | Лондон        | 23.04.2017   | [ 34 ]        | Відео на YouTube |
| 2:16.16                                | Перес Джепчірчір Кенія        | Лондон        | 21.04.2024   | [ 35 ] [ 36 ] |                  |
| 2:15.50                                | Тігст Ассефа Ефіопія          | Лондон        | 27.04.2025   | [ 37 ] [ 38 ] |                  |
| 0 років, 70 днів від дати встановлення |                               |               |              |               |                  |